# Hapkido
Hapkido – wschodnia sztuka walki. Za jej twórcę uważa się Choi Yong-soola.

## Nazwa
Nazwa "hapkido" znaczy po koreańsku „droga (sztuka) harmonijnej siły” albo „droga siły i harmonii”. Słowo hap dosłownie oznacza harmonię lub koordynację, ki – istotę siły lub energii, a do (pojęcie często używane w sztukach walki) – drogę lub sztukę. Nazwę hapkido zapisuje się tymi samymi chińskimi znakami, co aikido.

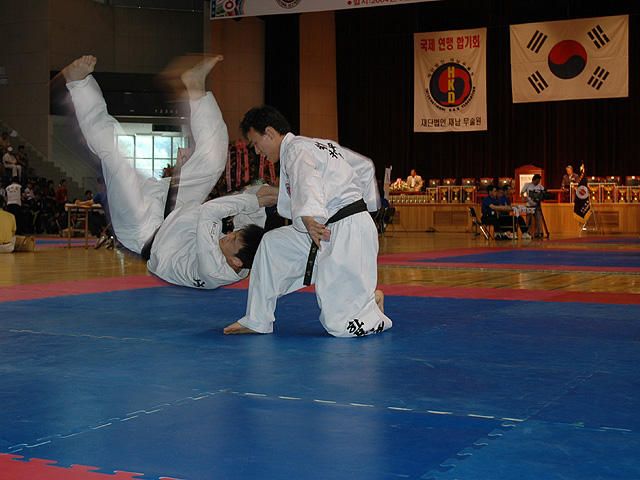
Rzut hapkido

## Technika i strategia walki
Hapkido wykorzystuje energię wewnętrzną człowieka. Dużą rolę odgrywa tu punkt danjon – odpowiednik tanden z japońskich sztuk walki lub dantian z chińskich.
Hapkido korzysta z koncepcji używania minimalnej siły w celu pokonania przeciwnika fizycznie silniejszego. Aby skutecznie stosować techniki, nie jest wymagana duża siła. Kładzie się duży nacisk na okrężne ruchy, wykorzystując energię przeciwnika przy możliwie oszczędnym użyciu własnej siły. Hapkido nadaje się więc zarówno dla mężczyzn, jak i dla kobiet.
Zwraca się uwagę nie tyle na wyrządzenie krzywdy przeciwnikowi, co na obronę własną i innych osób. Ponieważ styl ten jest z założenia obronny, jego praktyk zwykle pozwala wykonać napastnikowi pierwszy ruch. Wiele technik neutralizuje atak przeciwnika lub kieruje go w inną stronę, po czym następuje rzut zakończony kontratakiem, o ile sytuacja tego wymaga. Wszystkie techniki hapkido mają na celu skuteczność w samoobronie.
Technika hapkido na pozór przypomina połączenie taekwondo i aikido. Pierwotnie hapkido posiadało chwyty i rzuty, obecnie zawiera też rozmaite ciosy ręką i nogą. Współczesne hapkido uważa się za kompletną sztukę walki, która łączy dźwignie z Daitō-ryū Ju-Jutsu（Daitō-ryū aiki jyu-jutsu）, rzuty z judo, uderzenia rękami z karate i kopnięcia z taekwondo oraz z taekkyon. Poza tym w hapkido używa się ucisków w miejsca wrażliwe, możliwych do wykorzystania przeciwko silniejszemu napastnikowi. Używa się także broni, w tym kijów różnej długości oraz pasa.
Hapkido łączy techniki twarde i miękkie, przybiegające po linii prostej i po okręgu, opór i niestawianie oporu. Jednak jej techniki niewiele przypominają techniki aikido.
Style twarde, np. taekwondo, używają twardych, prostoliniowych i mocnych technik jak uderzenia ręką i nogą, a miękkie style, np. taijiquan i aikido, używają miękkich, okrężnych, nieoporujących technik, jak obroty i rzuty. Hapkido stosuje zasady twardych i miękkich stylów. Łączy dźwignie na stawy, uciski punktów wrażliwych, rzuty, kopnięcia i inne uderzenia tworząc praktyczny system samoobrony. Jest z założenia bardziej miękkie niż twarde, bardziej wewnętrzne niż zewnętrzne, lecz zawiera elementy obu skrajności. Kładzie nacisk na okrężne ruchy, niestawianie oporu i kontrolę przeciwnika. Jest również akcentowany rozwój energii ki (wewnętrznej energii).
Choć hapkido zawiera zarówno techniki walki w dużym, jak i w bliskim dystansie, w większości sytuacji hapkidoka stara się zbliżyć do przeciwnika, by zadać krótki cios lub zastosować dźwignię względnie rzut. Podczas uderzenia, siłę generuje ruch bioder.
Początkowo hapkido posiadało tylko uderzenia w punkty witalne, dźwignie i rzuty. Obecnie jednak, pod wpływem mistrza Ji, zawiera też wysokie kopnięcia i liczne uderzenia ręką.
Hapkido przyswoiło rozmaite techniki z tangsudo, taekkyon i innych koreańskich sztuk walki.
Techniki hapkido zostały włączone również do innych systemów walki, jak Tukong musul, chayon-ryu i hwarangdo.

## Filozofia i zasady hapkido
Hapkido opiera się na trzech podstawowych zasadach: yu, won i hwa. Jako główną zasadę przyjmuje się hapki – gromadzenie wewnętrznej energii – a pozostałe z niej wynikają. Wymienione zasady odnoszą się nie tylko do techniki hapkido, ale również metaforycznie wyrażają postawę hapkidoki oraz jego rozumienie praw natury. Filozofii hapkido nie traktuje się jako schematu względnie zbioru dogmatów, lecz jako systematyczne rozważanie każdego aspektu sztuki walki. Adept hapkido powinien umieć wyjaśnić i zademonstrować każdą z tych zasad w odniesieniu do techniki hapkido, choć niektóre z technik lepiej obrazują jedną z zasad. Każda z zasad ma wiele znaczeń.
Dużą rolę odgrywa w hapkido cierpliwość (po koreańsku innae). Ma ona znaczenie w nauce sztuk walki, którą porównuje się do podróży, nie do celu. Symbol cierpliwości widnieje na ścianach wielu sal treningowych hapkido. W nauce hapkido kładzie się również nacisk na rozwój cech ciała i umysłu, jak: siła, szybkość, zwinność, koordynacja, dyscyplina, postawa sportowa, umiejętność kierowania, spokój umysłu, zaufanie do siebie, duch zwycięstwa, prawy charakter i harmonia ciała z umysłem.

### Yu– zasada wody
W technikach hapkido jej wyraz stanowi ciągły ruch, jego miękkość, zmienność i przystosowalność.
Istotną rolę w uderzeniach odgrywa koncentracja energii. Skupiony strumień wody ma więcej energii niż rozproszone krople. Wiele kropel wody przepływających naraz popycha głazy i rzeźbi doliny. Analogicznie, jeden cios ma małą siłę, lecz wiele ciosów w ten sam cel może powalić przeciwnika.
Hapkidoka dostosowuje swą technikę do możliwości i sytuacji, lecz nie zmienia zasadniczych założeń sztuki walki i wyznawanych wartości. Woda zmienia swój stan skupienia w zależności od temperatury a swój kształt dostosowuje do kształtu naczynia. Gdy zamarznie, jest twarda, gdy się ją podgrzeje, znika, by potem powrócić jako deszcz. Nie zmienia przy tym swojego składu.
Woda opływa napotkane po drodze kamienie i skały. Jeśli nie jest w stanie tego uczynić, gromadzi się, aż będzie jej wystarczająco dużo. Stąd koncepcja obejścia przeszkody zamiast tracenia czasu i energii na jej odepchnięcie. Przykładem przystosowalności w technice hapkido może być dwukrok, podczas którego adept obchodzi przeciwnika i atakuje z innej strony.
Zasada wody odnosi się również do postawy hapkidoki. Woda zawsze spływa na dół, czasem jak wodospad. Podobnie i duch adepta hapkido. Im więcej on się nauczy i uwierzy we własne siły, tym chętniej powinien pomagać początkującym, którzy tego potrzebują. Większa siła wymaga większej skromności.

### Won– zasada okręgu
Okrąg jest ważną figurą w hapkido. Reprezentuje obrót i cykliczność. W hapkido zasada okręgu nie jest jedynie metodą walki, lecz także uniwersalną zasadą, mającą zastosowanie w każdym aspekcie życia: psychicznym, duchowym i fizycznym.
W technice hapkido zasada okręgu znajduje wiele zastosowań. Ruch okrężny przeciwstawia się ruchowi po linii prostej. Poruszanie się ruchami okrężnymi pozwala kontrolować ruchy przeciwnika i schodzić z linii ataku. W obronie nigdy nie stosuje się własnej siły przeciw sile przeciwnika. W obronie siła przeciwnika jest odbita i przekierowana. Wykorzystuje się jego pęd. Jest również wiele okrężnych technik uderzeń: kopnięcia po łuku, kopnięcie obrotowe piętą, kopnięcie okrężne, uderzenie "ręką młotem". Nawet cios prosty wymaga obrotu bioder. Techniki rzutów zawsze przebiegają po dużym okręgu. Wykonując dźwignię na rękę obraca się przeciwnika wokół siebie. Z kolei mały okrąg występuje w technice wykręcenia nadgarstka. Nawet będąc rzuconym na ziemię, zmniejsza się skutki upadku przez przetoczenie. Hapkido używa również wielu technik nieokrężnych. Mogą one być rozumiane jako podstawa, która umożliwia ruchom okrężnym pełnić funkcję obrony lub ataku. Sfera – uogólnienie okręgu – reprezentuje granice przestrzeni wokół każdego człowieka, a także zasięg rąk lub nóg.
Zasada okręgu odnosi się również do szacunku. Adepci hapkido, którzy swoim zachowaniem wyrażają szacunek, sami będą traktowani z szacunkiem – zarówno przez drugą stronę, jak i przez swoich przyszłych uczniów. Także zachowanie instruktora jest odzwierciedlane przez jego uczniów. Po osiągnięciu czarnego pasa mistrz zaczyna samodzielną działalność i staje się w niej początkującym.
W koncepcjach wschodnich zasada okręgu jest obecna w naturze jako podstawa harmonii między pojawiającymi się przeciwnościami. Na przykład pory dnia i roku przemijają w cyklach zależnych od obrotów Ziemi wokół własnej osi oraz wokół Słońca. Okrąg symbolizuje też cykliczność życia. Każdy człowiek otrzymuje życie przez rodziców i przekazuje życie swoim potomkom.

### Hwa– zasada niestawiania oporu, harmonii i pełni
Hwa jest jedną z najtrudniejszych zasad, które hapkidoka musi sobie przyswoić, ale też najważniejszą. Stanowi podstawę, według której można rozróżnić hapkido od twardych stylów (np. karate). Niestawianie oporu uważa się za środek do osiągnięcia harmonii przez łączenie zasad wody i okręgu. Harmonia jest jednak szerszą koncepcją niż niestawianie oporu, tak więc nie można ich porównywać na tym samym poziomie. Niestawianie oporu jest bardziej konkretną zasadą, która może być zastosowana w technice, natomiast harmonia jest raczej ideą.
Hapkidoka przyjmuje siłę przeciwnika i wykorzystuje ją. Ideą jest odeprzeć siłę przeciwnika, a nie zderzyć się z nią. Nawet gdy siła uderzenia skierowana jest prosto na hapkidokę, nie przeciwstawia się on sile, lecz podąża razem z nią. Hapkidoka ciągnie, kiedy jest popychany i pcha, gdy jest ciągnięty, wykorzystując na swoją korzyść energię przeciwnika a zachowując własną. Gdy na przykład atakujący podąża po linii prostej, broniący się wykonuje unik (zasada wody) po łuku (zasada okręgu), wykonując rzut, który wykorzystuje siłę ataku. W ten sposób harmonizuje on z siłą stając się z nią jednością. Innym przykładem harmonii jest rzut poświęcenia, pozwalający przeciwnikowi przeprowadzić energię i kierunek, by samemu zostać rzuconym.
Szersze rozumienie tej zasady odnosi się do treningu i stylu życia hapkidoki. Przede wszystkim reprezentuje współdziałanie ducha i ciała poprzez koncentrację. Stawiając czoło atakowi, hapkidoka powinien reagować szybko i instynktownie, nie dzięki świadomym myślom. Dlatego techniki hapkido należy praktykować w pełnej koncentracji dotąd, aż staną się drugą naturą lub automatyczną reakcją. Hapkidoka powinien być w harmonii z samym sobą, z ludźmi i otaczającym światem. Wspólna praca pozwala rozwiązać wiele problemów, zanim usuną się jednostce z pola wpływu.
Według wschodnich koncepcji harmonia jest zasadą natury. Wywodzi się z taoistycznej filozofii yin i yang – dwóch przeciwieństw, które zawsze występują razem we Wszechświecie wzajemnie się równoważąc. Przeciwieństwa te występują w naturze i w działalności człowieka: dzień i noc, mężczyzna i kobieta, praca i wypoczynek. Oba są oddzielne, lecz musi być osiągnięta harmonia między nimi. Koło "yin-yang" widnieje na fladze Republiki Korei.

## Trening hapkido
Trening hapkido ma miejsce w dojang (koreański odpowiednik dojo). Hapkido posługuje się koreańską terminologią.
Technik hapkido naucza się z naciskiem na ich zastosowanie w walce realnej. Hapkidoka trenuje, by wyrobić w sobie umiejętność odruchowej reakcji na atak niż sztywnej, wymuszonej odpowiedzi.
Warunki fizyczne początkującego hapkidoki nie ciążą na jego dalszej nauce. Postęp odbywa się stopniowo. To czyni hapkido pewnym rodzajem gimnastyki. Skoro tylko zawodnik opanuje podstawy, możliwe są różne opcje co do nauczenia się technik w zależności od możliwości i warunków psychofizycznych ćwiczącego. Kładzie się duży nacisk zarówno na wykonanie techniki jak i rozumienie jej zasad. Ćwiczący ma okazję do zastosowania technik w formie sparingu w lekkim kontakcie.
W ogólności, początkujący adepci koncentrują się na podstawowych uderzeniach i kopnięciach oraz kilku dźwigniach i rzutach. Uderzenia z pełną siłą praktykuje się na tarczach i workach.
Część uderzeń i kopnięć ćwiczy się bez partnera, podobnie jak w układach formalnych kata w karate albo hyong w taekwondo. Dawniejsze szkoły hapkido nie prowadziły nauki w postaci form, nowsze to czynią. Choć techniki hapkido mogą się przydać na zawodach, nie praktykuje się tego systemu jako sport. Obecnie część szkół praktykuje sparingi, inne nie.
Pierwsza część treningu rozpoczyna się serią ćwiczeń mających na celu rozwój siły i elastyczności. Następnie w grupie ćwiczy się podstawowe kopnięcia, uderzenia ręką, pady i przewroty. Potem adepci ćwiczą w parach z partnerami o równym poziomie nad swoimi indywidualnymi technikami.Instruktorzy nadzorują każdego z ćwiczących indywidualnie. Ćwiczący poznają co najmniej jedną nową technikę na każdych zajęciach. Zajęcia kończą się albo ćwiczeniem w grupach, albo sparingami w lekkim kontakcie.

### Stopnie szkoleniowe
Stopnie uczniowskie mają nazwę gup (używa się również pisowni kup). Rozpoczynają się białym pasem, potem 10 stopni aż do czerwonego pasa z dwiema belkami (1. gup). Po nich następują stopnie mistrzowskie od 1 do 10, które mają nazwę dan i są oznaczone czarnymi pasami.

## Historia hapkido
Japońska okupacja Korei trwała od roku 1910 do końca drugiej wojny światowej. Przenosiny do Japonii były wówczas rzeczą zwyczajną dla wielu koreańskich rodzin i majątków. Japoński okupant zabraniał uprawiania koreańskich sztuk walki. Wielu późniejszych mistrzów koreańskich sztuk walki pobierało nauki w Japonii lub u Japończyków.
Najczęściej przytaczana historia początków hapkido, głosi, że Choi Yong-sool – twórca tej sztuki walki – w wieku 9 lat rozpoczął naukę u Sōkaku Takedy. Mistrz Takeda uczył się szermierki na miecze od swojego ojca i dziadka. Nauczał również sztuki walki bez broni znanej jako Daitō-ryū Aiki Jujitsu, która kładła nacisk na użycie dźwigni, uderzeń i ataków na punkty witalne. Sōkaku Takeda nauczał również Morihei Ueshibę – twórcę aikido. Choi Yong-sool pozostał w Japonii przez 35 lat ćwicząc pod kierunkiem Takedy aż do śmierci mistrza Daitō-ryū w 1943. W Japonii Choi nosił imię Tatsujutsu (Asao) Yoshida.
Słabością tej wersji jest, że zwolennicy Morihei Ueshiby nie potwierdzają, że Choi należał do uczniów Takedy. Imienia Choia brak też w rejestrach szkoły Takedy. Jednakże zarówno hapkido, jak i aikido wykazują duże podobieństwo do Daitō-ryū Aiki Jujitsu.
W roku 1937 Choi opracował swój system walki oparty na dźwigniach. Początkowo hapkido nosiło nazwę Dae Dong Yu Yusul, co znaczyło „Jujitsu wielkiej Azji” i było aluzją do imperialistycznej japońskiej propagandy. Pod koniec drugiej wojny światowej, Choi jako mistrz powrócił do Korei, a następnie otworzył małą szkołę walki w Taegu, trzecim co do wielkości mieście w tym kraju. Zapoczątkował nieformalny trening z niewielką grupą uczniów. Mistrza Choi Yong-soola uważa się za twórcę współczesnego hapkido.
Po klęsce Japonii w drugiej wojnie światowej nazwa stała się nieodpowiednia i w roku 1958 uczniowie Choia nadali sztuce walki nazwę hapkido. Za autora nazwy uważa się Ji Han-jae lub – według innych źródeł – Kang Moon-jina, na którym zrobiła wrażenie książka twórcy aikido Morihei Ueshiby.
Zaraz po zakończeniu wojny koreańskiej mistrz Han Bong-soo spotkał Choi Yong-soola i rozpoczął z nim trening.
W latach sześćdziesiątych XX wieku dodano do hapkido uderzenia ręką i nogą, a podczas wojny w Wietnamie nauczano tej sztuki walki żołnierzy Stanów Zjednoczonych i Wietnamu Południowego.
Ji Han-jae rozpoczął naukę hapkido pod kierunkiem mistrza Choi i w końcu otworzył swoją własną szkołę. Obecnie Ji nazywa swój system Sin Moo Hapkido.
Hapkido wprowadzono w Stanach Zjednoczonych w latach 60. dwudziestego wieku, gdzie zyskało dużą popularność. Największą sławę zyskało w roku 1972 dzięki amerykańskiemu filmowi „Billy Jack”, w którym Tom Laughlin kreował rolę tytułowego bohatera – pracownika społecznego walczącego z przestępcami min. za pomocą hapkido. W Republice Korei hapkido ostatnio zaczyna stanowić konkurencję dla taekwondo. Powstaje coraz więcej dojang, a najliczniejszą grupę stanowią studenci. Przyciąga ich duża różnorodność technik oraz interesujący trening, kładący nacisk głównie na skuteczność w samoobronie. Każdy Koreańczyk odbywający służbę wojskową ćwiczy taekwondo, lecz w latach siedemdziesiątych i osiemdziesiątych hapkido było zarezerwowane dla żołnierzy elitarnych jednostek bojowych.

## Hapkido i inne sztuki walki

### Hapkido iaikido
Po zakończeniu nauki u Takedy mistrzowie Ueshiba i Choi wybrali różne drogi rozwoju. Choi połączył elementy Daitō-ryū z koreańskimi metodami walki. Ueshiba włączył do sztuki pewne zasady kendo, judo oraz filozofię buddyjską i shintō.
Obie sztuki różnią się strategią walki. Aikidoka skupia się głównie na obronie, adept hapkido kontynuuje kontratak aż do całkowitego pokonania przeciwnika.

### Hapkido itaekwondo
Podstawowe techniki uderzeń w obu sztukach walki pochodzą z karate i taekkyon. Również wiele założeń filozoficznych w obu sztukach walki pokrywa się. Jednakże hapkido jest bardziej miękkie i wyrafinowane od taekwondo (techniki chwytów oraz uników wymagają większej precyzji i zręczności) i posiada więcej technik okrężnych. Trening hapkido kładzie duży nacisk na skuteczność w samoobronie, dlatego nie praktykuje się form, a wyłącznie ćwiczenia z partnerem. Zawodnicy taekwondo często praktykują hapkido jako uzupełnienie swoich umiejętności.

### Hapkido jako źródło innych systemów walki
Hapkido, jako rozwinięty styl oparty w dużej mierze na chwytach, stało się źródłem podobnych koreańskich sztuk walki.
Według niektórych źródeł, Suh In Hyuk – mistrz walki kuksulwon (Kuk Sool Won), ćwiczył hapkido w latach czterdziestych XX wieku i po założeniu kilku komercyjnych szkół walki w roku 1961 ułożył legendę o swoim dziadku – 16. sukcesorze tej sztuki walki. Hapkido miało również duży wpływ na hwarangdo.

### W języku angielskim
- World Hapkido Headquarters – Hapkidowon
- Hap Ki Do Federation
- Combat Hapkido Federation
- Europen Hapkido Alliance

### W języku francuskim
- Oficjalna strona Sin Moo Hapkido we Francji. sin-moo-hapkido.com. [zarchiwizowane z tego adresu (2008-06-30)].

### W języku hiszpańskim
- Strona Hapki Yu Kwon Sul de Euskadi. hapkidoeh.com. [zarchiwizowane z tego adresu (2021-02-25)].
- Sin Moo Hapkido w Hiszpanii
- Hiszpański Związek Yang Hum Kwan Hapkido. yhkhapkido.iespana.es. [zarchiwizowane z tego adresu (2008-05-03)].

- Korean Traditional Hapkido Federation
- Russia Voronezh Hapkido. kthapkido.ru. [zarchiwizowane z tego adresu (2017-11-01)].

### W języku polskim
- Krakowska Szkoła Hapkido
- polska strona Hapkido